# Geschichte der Stadt Teschen (1888)
Geschichte der Stadt Teschen – książka poświęcona historii Cieszyna autorstwa Antona Petera, niemieckiego nauczyciela, wydana w Cieszynie w 1888 roku.
Recenzja książki ukazały się w czasopiśmie „Notizen-Blatt”.